# Miriam Grignani
Miriam Grignani (20 gennaio 1966) è una sciatrice nautica italiana.
È stata, nel 1981, la prima vincitrice del titolo europeo nella specialità della velocità dello sci nautico. Inoltre, con le successive vittorie nel 1984 e 1985, è stata la prima donna a ottenere tre titoli continentali: primato che mantenne fino al 2000 quando l'olandese Jolanda Bonestroo ottenne il suo quarto titolo consecutivo. In carriera vanta anche un bronzo ai mondiali del 1983.
Il suo pilota è stato Antonio Caimi, mentre il suo osservatore era Peppino Roncoroni.